# 哆啦A梦 (1986年游戏)
《哆啦A梦》（又译作）是一款由Hudson Soft制作和发行的动作冒险及清版射击类游戏。 本游戏于1986年12月12日在日本地区FC游戏机发行。本游戏根据藤子不二雄的同名漫画制作。本游戏为1986年FC第十大畅销游戏。
在游戏中，哆啦A梦需要穿越三个不同的篇章去营救五个被诱拐的朋友。不同篇章的世界其实是一个不同类型游戏，它们分别由不同的设计师制作。

## 篇章
- 开拓篇
- 魔境篇
- 海底篇